# Hoenia sinensis
Hoenia sinensis är en fjärilsart som beskrevs av Pierre Leraut 1986. Hoenia sinensis ingår i släktet Hoenia och familjen Crambidae. Inga underarter finns listade i Catalogue of Life.